# 1761
1761 (MDCCLXI) byl rok, který dle gregoriánského kalendáře započal čtvrtkem.

## Události
- 14. června – Papež Klement XIII. vydal encykliku In dominico agro o roli překladů bible, úkolech šíření a prohlubování učení církve a ochraně víry.
- V Portugalsku bylo zrušeno otroctví (formálně osvobozeni i Indiáni).

### Probíhající události
- 1754–1763 – Francouzsko-indiánská válka
- 1756–1763 – Sedmiletá válka

## Vědy a umění
- 6. června – mezi 02:02 a 08:37 UTC – přechod Venuše přes sluneční kotouč ve snaze získat údaje pro výpočet vzdálenosti Země od Slunce sledovaly expedice v různých částech světa. Byl to první případ široké mezinárodní vědecké spolupráce. Michail Lomonosov během pozorování odhalil existenci atmosféry Venuše.
- Švýcarský matematik Johann Heinrich Lambert prokázal, že číslo pí je iracionální
- Francouzský filozof Jean-Jacques Rousseau vydal román Julie aneb Nová Heloisa.

## Narození

### Česko

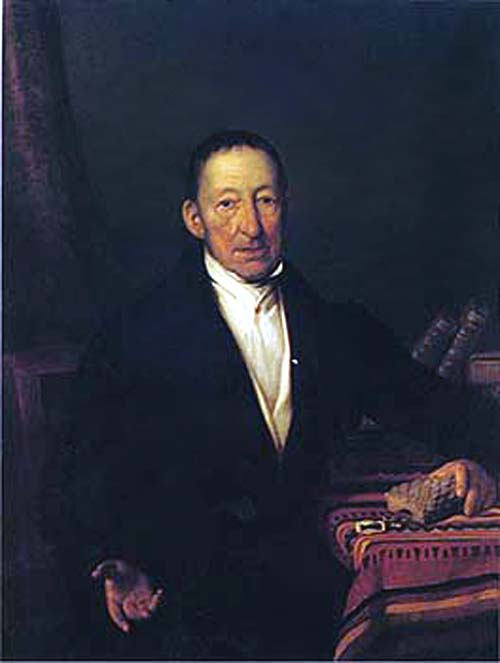
Kašpar Šternberk (* 6. ledna)

- 3. ledna – Karel Huss, kat a sběratel († 19. prosince 1838)
- 6. ledna – Kašpar Šternberk, šlechtic a přírodovědec († 20. prosince 1838)
- 27. března – Ondřej Kusý, český tenorista, violoncellista a skladatel († 29. prosince 1806)
- 28. května – Maria Tadeáš z Trauttmansdorffu, katolický biskup a kardinál († 20. ledna 1819)
- 13. června – Antonín Vranický, hudební skladatel a houslista († 6. srpna 1820)
- 5. září – Emanuel Johann Faulhaber, hudební skladatel († 9. prosince 1835)
- 14. září – Pavel Lambert Mašek, varhaník a hudební skladatel († 22. listopadu 1826)
- 1. listopadu – Antonín Volánek, varhaník, houslista, dirigent a hudební skladatel († 16. ledna 1817)
- 5. prosince – Tadeáš Haenke, botanik, cestovatel a objevitel († 31. října 1817)
- 21. prosince – Arnošt Konstantin Růžička, 2. biskup českobudějovický († 18. března 1845)

### Svět
- 26. ledna – Jens Zetlitz, norský básník († 14. ledna 1821)
- 28. ledna – Marguerite Gérard, francouzská malířka († 18. května 1837)
- 1. února – Christiaan Hendrik Persoon, francouzský mykolog († 16. listopadu 1836)
- 15. února – Luisa Hesensko-Darmstadtská, první hesenská velkovévodkyně († 24. října 1829)
- 16. února – Jean-Charles Pichegru, francouzský generál († 5. dubna 1804)
- 20. února – Ludwig Abeille, německý klavírista a skladatel († 2. března 1838)
- 6. března – Antoine-François Andréossy, francouzský generál a politik († 10. září 1828)
- 8. března – Jan Potocki, polský spisovatel, historik, cestovatel a dobrodruh († 23. prosince 1815)
- 8. dubna – Guillaume-Joseph Chaminade, francouzský kněz, blahoslavený († 22. ledna 1850)
- 20. dubna – Şah Sultan, osmanská princezna a dcera sultána Mustafy III. († 11. března 1803)
- 3. května – August von Kotzebue, německý spisovatel, dramatik a básník († 23. března 1819)
- 16. června – Henrietta Ponsonby, britská šlechtična a hraběnka z Bessborough  († 11. listopadu 1821)
- 20. června – Jacob Hübner, německý přírodovědec, malíř a ilustrátor († 13. září 1826)
- 19. července – Vasilij Vladimirovič Petrov, ruský fyzik a chemik († 15. srpna 1834)
- 17. srpna – William Carey, anglický baptistický misionář († 9. června 1834)
- 26. září – Michael Francis Egan, americký františkánský mnich a biskup († 22. července 1814)
- 22. října – Antoine Pierre Joseph Marie Barnave, francouzský revoluční politik († 29. listopadu 1793)
- 31. října – Armand de Vignerot du Plessis, francouzský revolucionář († 4. května 1800)
- 13. listopadu – John Moore, britský generál († 16. ledna 1809)
- 20. listopadu – Pius VIII., papež († 1. prosince 1830)
- 21. listopadu – Dorothea Jordanová, irská divadelní herečka a milenka anglického krále Viléma IV. († 5. července 1816)
- 12. prosince – Marie Tussaud, francouzská tvůrkyně voskových soch († 18. dubna 1850)
- 27. prosince – Michail Bogdanovič Barclay de Tolly, ruský generál († 26. května 1818)
- neznámé datum
  - Jean-Baptiste Fleuriot-Lescot, francouzský revolucionář († 28. července 1794)
  - Sineperver Sultan, manželka osmanského sultána Abdulhamida I. a matka sultána Mustafy IV. († 11. prosince 1828)

## Úmrtí

### Česko
- 16. ledna – Antonín Jiránek, hudební skladatel (* kolem roku 1712)

### Svět
- 4. ledna – Stephen Hales, anglický fyziolog, chemik a vynálezce (* 17. září 1677)
- 18. ledna – Karel Josef Habsbursko-Lotrinský, rakouský arcivévoda, syn Marie Terezie (* 1. února 1745)
- 28. ledna – Francesco Feo, italský operní skladatel (* 1691)
- 15. února – Carlo Cecere, italský hudební skladatel (* 7. listopadu 1706)
- 7. března – Antonio Palella, italský hudební skladatel (* 8. října 1692)
- 25. března – Salomon Kleiner, německý kreslíř a rytec (* 4. března 1700)
- 14. května – Thomas Simpson, britský matematik (* 1710)
- 4. července – Samuel Richardson, anglický spisovatel (* 19. srpna 1689)
- 13. července – Iešige Tokugawa, japonský vládce (* 28. ledna 1712)
- 18. srpna – François Gaspard Adam, francouzský sochař (* 23. května 1710)
- 31. srpna – Momozono, japonský císař (* 14. dubna 1741)
- 8. září – Bernard Forest de Bélidor, francouzský inženýr, průkopník hydrauliky (* 1698)
- 2. října – Kelemen Mikes, maďarský spisovatel (* srpen 1690)
- 28. října – Franz Anton Pilgram, rakouský barokní architekt (* 7. června 1699)
- neznámé datum – Václav Ignác Brasch, německý malíř a grafik českého původu (* 19. června 1708)

## Hlavy států
- Francie – Ludvík XV. (1715–1774)
- Habsburská monarchie – Marie Terezie (1740–1780)
- Osmanská říše – Mustafa III. (1757–1774)
- Polsko – August III. (1734–1763)
- Prusko – Fridrich II. (1740–1786)
- Rusko – Alžběta Petrovna (1741–1762)
- Španělsko – Karel III. (1759–1788)
- Švédsko – Adolf I. Fridrich (1751–1771)
- Velká Británie – Jiří III. (1760–1820)
- Svatá říše římská – František I. Štěpán Lotrinský (1745–1765)
- Papež – Klement XIII. (1758–1769)
- Japonsko – Momozono (1747–1762)